# District d'Akurenam
Le district d'Akurenam (en espagnol : distrito de Akurenam) est un district de Guinée équatoriale, constitué par la partie méridionale de la province de Centro Sur, dans la région continentale de la Guinée équatoriale. Il a pour chef-lieu la ville d'Akurenam. Le recensement de 1994 y a dénombré 11 631 habitants.